# Jirkov
Jirkov (deutsch Görkau) ist eine Stadt in unmittelbarer Nähe der Bezirksstadt Chomutov (Komotau) in Nordböhmen in Tschechien.

## Geographie
Die Stadt Jirkov liegt in einer Höhe von 300 Metern ü. M. am Fuß des Erzgebirges im südwestlichen Teil des Braunkohlebeckens von Most. Jirkov berührt im Süden direkt die Bezirksstadt Chomutov. Durch den Ort fließt die Bílina. Drei Kilometer nordwestlich liegt die Talsperre Jirkov.
Unweit des Orts verläuft die Eisenbahnlinie von Chomutov nach Děčín (Tetschen) bzw. Ústí nad Labem (Aussig). Östlich der Stadt liegen die Stauseen Újezd und Zaječice.

## Geschichte
Die Stadt entstand als Vorburg der Wachtburg Borek, heute Červený Hrádek, am ehemaligen Landessteg namens Meißener Landestor, der von Obersachsen („Mark Meißen“) über Görkau und Laun (Louny) bis nach Prag führte. Die Stadt wurde 1296 zur Regierungszeit Přemysl Ottokar II. gegründet.
Wilhelm von Illburg verlieh dem Ort 1443 zahlreiche Rechte. 1455 wurde Jirkov zur Stadt erhoben, nach anderen Quellen verlieh erst König Wladislaw II. von Böhmen im Jahre 1507 das Stadtrecht. 1516 erhielt Sebastian von Weitmühl durch Heirat das Anwesen mit umliegenden Ländereien. Der anschließend einsetzende Bau der Stadtbefestigung wurde 1590 beendet. 1531 und 1582 suchten die Pestepidemien die Stadt heim. Not und Leid trafen Jirkov nach der Niederlage am Weißen Berg 1620, da die Besitzer der Stadt, die Herren von Rothenhaus, auf der Seite der Verlierer gekämpft hatten. Die neuen Eigentümer hoben alle Rechte auf und zwangen die Einwohner zur Annahme des katholischen Glaubens. Im Verlauf des Dreißigjährigen Krieges wurde Görkau mehrmals gebrandschatzt und ausgeplündert.

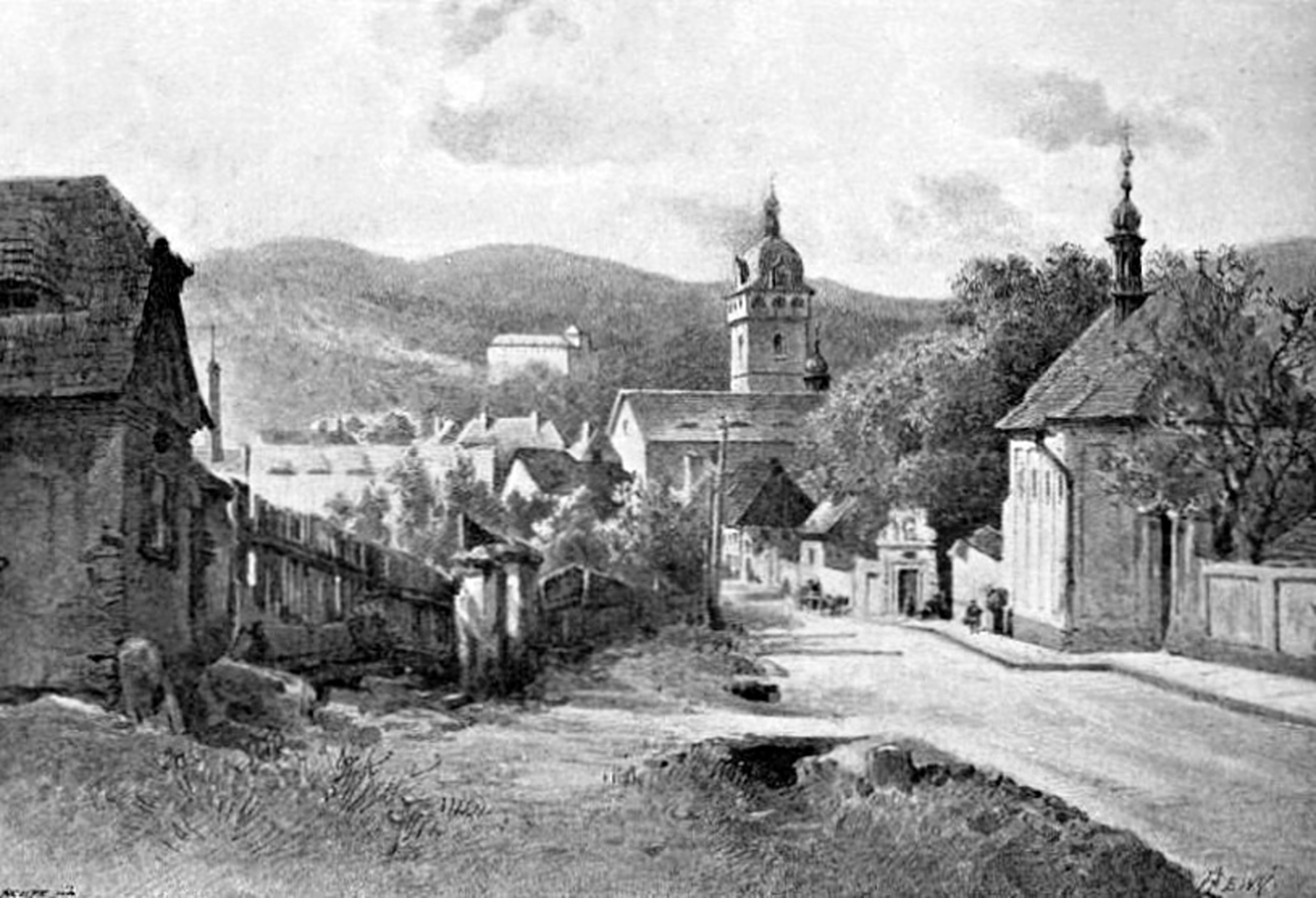
Jirkov mit den Kirchen St. Ägidius und St. Anna auf einem Gemälde aus dem Jahr 1895

Ab der Mitte des 19. Jahrhunderts gehörte die Gemeinde zum Bezirk Komotau und war Sitz eines Bezirksgerichts im Gerichtsbezirk Görkau.

Nach dem Ersten Weltkrieg kam der zuvor zu Österreich-Ungarn gehörende Ort, dessen 5.830 Einwohner 1921 zu 94 % der deutschen Volksgruppe angehörten, durch den Vertrag von Saint-Germain zur Tschechoslowakei. Maßnahmen in der Zwischenkriegszeit wie die Bodenreform 1919, die Sprachenverordnung 1926, die Neuansiedlungen sowie Neubesetzungen von Beamtenposten durch Personen der tschechischen Volksgruppe führten in Görkau, aber auch allgemein im Lande zu Spannungen und zur sogenannten Sudetenkrise. Ab 1933 begann die Sudetendeutsche Heimatfront (seit 1935 Sudetendeutsche Partei) unter Leitung von Konrad Henlein verstärkt in der Stadt zu agieren; nach dem Münchner Abkommen erfolgte die Angliederung des Sudetenlandes an das Deutsche Reich. Von 1938 bis 1945 gehörte Görkau zum Landkreis Komotau, Regierungsbezirk Aussig, im Reichsgau Sudetenland.

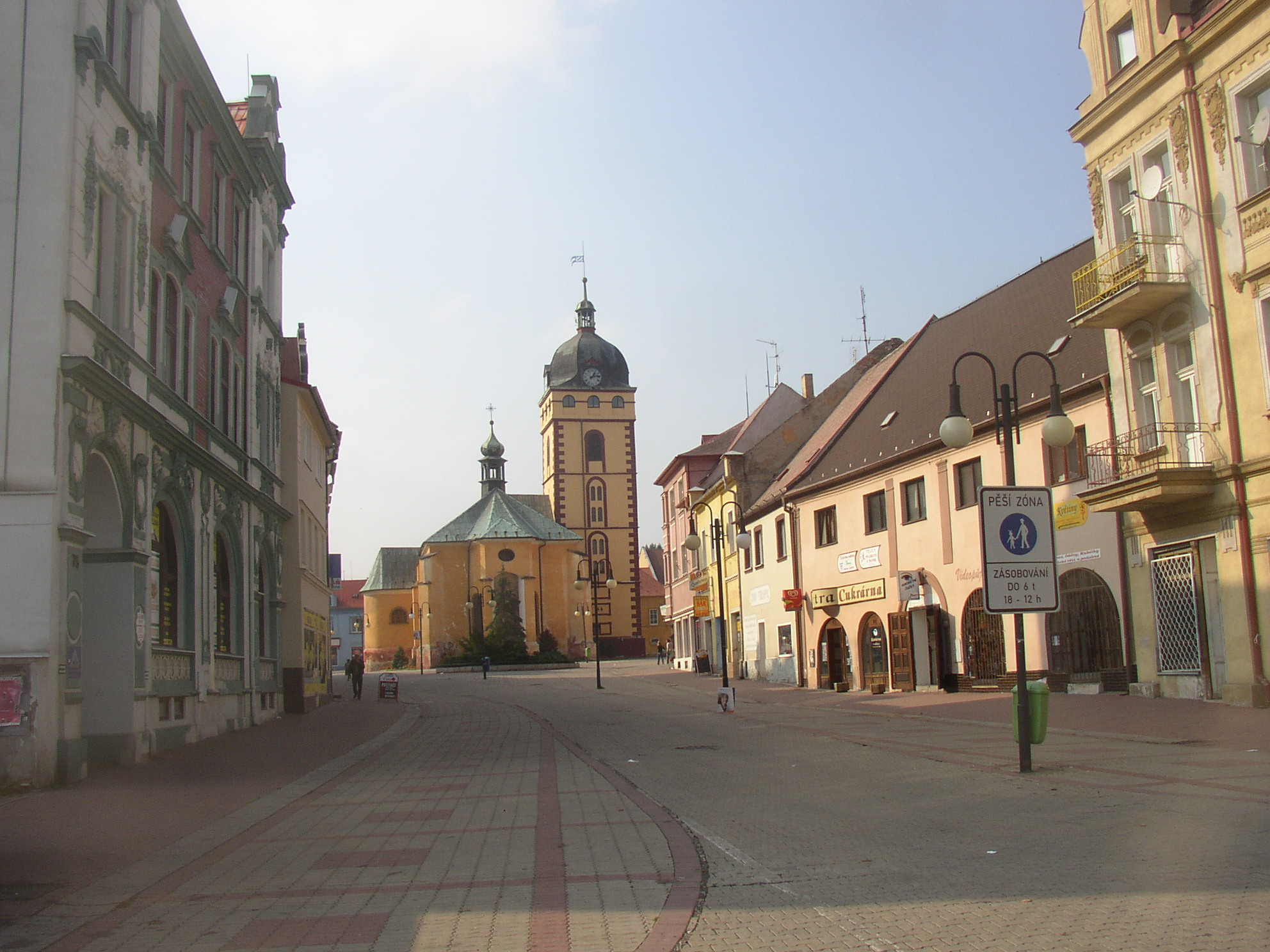
St.-Ägidius-Kirche und Stadtturm

Vertreibung der deutschsprachigen Einwohner
Nach dem Ende des Zweiten Weltkrieges kamen die im Münchener Abkommen abgetretenen Territorien wieder an die Tschechoslowakei zurück, und die deutschsprachige Bevölkerung von Görkau wurde vertrieben.
Nach der Vertreibung der deutschböhmischen Bewohner, erfolgte die Besiedlung der Stadt mit tschechischer Bevölkerung. 2002 lebten in der Stadt 21.006 Einwohner.

### Demographie
Bis 1945 war Görkau überwiegend von Deutschböhmen besiedelt, die vertrieben wurden.
| Jahr | Einwohner | Anmerkungen                                                                  |
| ---- | --------- | ---------------------------------------------------------------------------- |
| 1830 | 1.559     | in 253 Häusern                                                               |
| 1843 | 1.890     | in 266 Häusern, darunter drei protestantische und elf israelitische Familien |
| 1900 | 4.611     | (als Gemeinde 5.821) deutsche Einwohner                                      |
| 1930 | 6.639     | [ 8 ]                                                                        |
| 1939 | 6.340     | [ 8 ]                                                                        |

| Jahr      | 1950  | 1961  | 1970   | 1980   | 1991   | 2001   | 2011   |
| --------- | ----- | ----- | ------ | ------ | ------ | ------ | ------ |
| Einwohner | 4.947 | 8.815 | 10.248 | 11.522 | 17.887 | 20.065 | 18.637 |

## Wirtschaft
Seit dem 16. Jahrhundert war Jirkov eine bedeutende Stadt des Bergbaus und des Handwerks. Es besaß auch eine eigene Brauerei. Zum Ende des 18. Jahrhunderts erlebte die Stadt einen weiteren Aufschwung. Heinrich von Rottenhan erwarb sich dabei besonders großes Verdienst um die Entfaltung der Industrie (Weberei, Kattunfabrik, Eisenhütten). Im 20. Jahrhundert kamen weitere Zechen, ein Elektrizitätswerk und ein Rohrwalzwerk hinzu.
Der öffentliche Personennahverkehr wird durch die Dopravní podnik měst Chomutova a Jirkova betrieben.

## Stadtgliederung
Die Stadt Jirkov besteht aus den Ortsteilen Březenec (Pirken), Červený Hrádek (Rothenhaus), Jindřišská (Hannersdorf), Jirkov (Görkau) und Vinařice (Weingarten). Grundsiedlungseinheiten sind Březenec, Březový vrch, Červený Hrádek, Jindřišská, Jirkov-střed, Kozí hřbet, Nové Ervěnice, Nové Vinařice-jih, Nové Vinařice-sever, Nový Březenec, Nový Březenec-západ, Osada, Pod Vinařicemi, Staré Vinařice, U Mlýnského rybníka, Údolí Bíliny, Za nádražím und Zátiší.
Das Gemeindegebiet gliedert sich in die Katastralbezirke Březenec, Červený Hrádek u Jirkova, Jindřišská und Jirkov.

## Partnerstädte
- Brand-Erbisdorf, Deutschland
- Solesino, Italien

## Sehenswürdigkeiten
- Marienkapelle (Staré Vinařice), erbaut 1767–1773
- Zierbrunnen aus der zweiten Hälfte des 18. Jahrhunderts
- Rathaus, ursprünglich Renaissancebau, umgebaut nach dem Jahre 1840
- Statue des hl. Johann von Nepomuk, von Johann Brokoff aus dem Jahr 1708
- Dechanatskirche zum hl. Ägidius – ursprüngliche Kirche aus der Zeit um das Jahr 1300, im Jahre 1538 umgebaut
- Stadtturm, in den Jahren 1540–1545 an die St.-Ägidius-Kirche angebaut
- Pestsäule mit Pietà, von Johann Brokoff, nach dem Jahre 1695
- Ehemalige Synagoge, erbaut 1846/47
- Stadtkeller/Eiskeller, Besichtigung nach Absprache möglich

## Persönlichkeiten
- Ferdinand Maximilian Brokoff (1688–1731), Bildhauer
- Václav Jan Křtitel Tomášek (1774–1850), Komponist
- Emil Guntermann (1839–1918), 1. Stadtrat, Mitglied des Böhmischen Landtags
- Karl Kludský (1864–1927), Zirkusbesitzer
- Franz Jahnel (1892–1992), Fachlehrer für Instrumentenbau in Schönbach und Markneukirchen sowie Schulrat in Eger
- David Kämpf (* 1995), Eishockeyspieler